# بليك ديويت
بليك ديويت (بالإنجليزية: Blake DeWitt)‏ هو لاعب كرة قاعدة أمريكي، ولد في 20 أغسطس 1985 في سيكستون في الولايات المتحدة.

## وصلات خارجية
- بليك ديويت على موقع دوري كرة القاعدة الرئيسي (الإنجليزية)
- بليك ديويت على موقعبيزبول رفرنس.كوم (الدوري الرئيسي) (الإنجليزية)
- بليك ديويت على موقعبيزبول رفرنس.كوم (الدوري الثانوي) (الإنجليزية)
- بليك ديويت على موقع إي إس بي إن.كوم (أم.أل.بي) (الإنجليزية)
- بليك ديويت على موقع مشجعي الرسوم البيانية (الإنجليزية)